# 最後致意 (故事)
《最後致意》是柯南·道爾所著的福爾摩斯探案的56個短篇故事之一，收錄於《最後致意》。此篇作品罕有地以第三身描述，非由華生記錄。

## 故事簡介
故事發生在第一次世界大戰爆發前，德國派間諜入侵英國，以竊取英國的機密資料。為了對付間諜，英國政府特意誠邀已經退休養蜂為樂的福爾摩斯協助。福爾摩斯裝扮成美國人，騙取間諜的信任，提供假的機密情報給間諜。開戰前夕，福爾摩斯終於表露身分，與偽裝成司機的華生合力拘捕間諜。

## 外部連結
- "Sherlock in Chicago" by John McDonnell （页面存档备份，存于）